# 圣法尔若蓬蒂耶里
圣法尔若蓬蒂耶里（法語：Saint-Fargeau-Ponthierry，法語發音：[sɛ̃ faʁʒo pɔ̃tjɛʁi] ⓘ）是法国法蘭西島大區塞纳-马恩省的一个市镇，属于默伦区。 

## 地理
圣法尔若蓬蒂耶里（48°31'58"N, 2°32'41"E）面积16.57 平方千米，位于法国法蘭西島大區塞纳-马恩省，该省份为法国北部内陆省份，北起瓦兹省，西接埃松省、马恩河谷省、塞纳-圣但尼省和瓦兹河谷省，南至卢瓦雷省，东南接约讷省，东临马恩省和奥布省，东北接埃纳省。
与圣法尔若蓬蒂耶里接壤的市镇（或旧市镇、城区）包括：布瓦西斯勒鲁瓦、楠迪、普兰日、埃科勒河畔圣索沃尔、塞纳港、欧韦尔诺、勒库德赖-蒙索、楠维尔莱罗什。

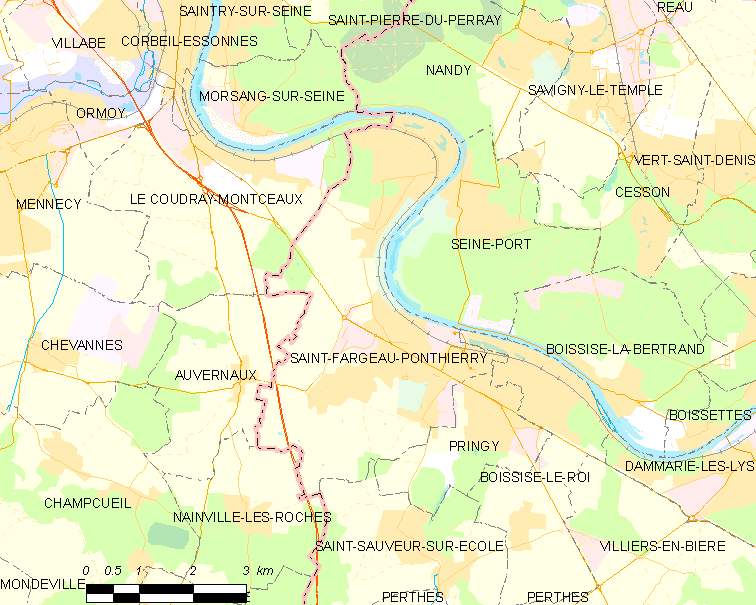
圣法尔若蓬蒂耶里的OSM定位图

圣法尔若蓬蒂耶里的时区为UTC+01:00、UTC+02:00（夏令时）。

## 行政
圣法尔若蓬蒂耶里的邮政编码为77310，INSEE市镇编码为77407。

## 政治
圣法尔若蓬蒂耶里所属的省级选区为圣法尔若蓬蒂耶里县。

## 人口

1962-2008年间圣法尔若蓬蒂耶里人口变化图示

圣法尔若蓬蒂耶里于2022年1月1日时的人口数量为15117人。